# Shumma
Shumma är en ö i Eritrea.   Den ligger i regionen Norra rödahavsregionen, i den nordöstra delen av landet, 120 km öster om huvudstaden Asmara. Arean är 6,0 kvadratkilometer.
Terrängen på Shumma är mycket platt. Öns högsta punkt är 19 meter över havet. Den sträcker sig 3,7 kilometer i nord-sydlig riktning, och 4,0 kilometer i öst-västlig riktning.